# Pteropus seychellensis comorensis
Sous-espèce
Synonymes
- Pteropus seychellensis comorensis Keller, 1898
- Pteropus seychellensis comorensis Wallace, 1880

Statut de conservation UICN

 LC  : Préoccupation mineure
Statut CITES
Répartition géographique
Pteropus seychellensis comorensis est une sous-espèce de chauve-souris géantes (« roussettes ») de la famille des Pteropodidae, que l'on trouve essentiellement aux Comores.

## Morphologie
Une caractéristique morphologique de cette espèce est une couleur brun foncé avec la présence d’un collier roux. Son poids est d’environ 500 g avec une envergure pouvant atteindre 1,20 mètre.

## Écologie

### Alimentation
Leur régime alimentaire est composé principalement de fruits comme toutes les roussettes mais aussi de nectar et de feuilles. L'espèce Pteropus seychellensis comorensis se nourrit principalement de mangues, de papayes, de badames, de kapokier, de figues et de fruits à pain. Elle joue ainsi un rôle dans la pollinisation de certaines de ses espèces notamment du kapokier.

### Habitat
En ce qui concerne l’habitat de Pteropus seychellensis comorensis, les individus se regroupent sur des arbres gîtes qui sont en général grands, d’un fort diamètre et d’une espèce exotique commune sur l’île. Ces arbres sont souvent à basse altitude, proches du littoral et dans des milieux différents (mangroves, forêts tropicales humides, ...) parfois dégradés et anthropisés Cette espèce est considérée comme ubiquiste.

### Comportement
En général, les individus commencent leurs activités aux alentours de 16h et un peu plus tôt durant l’hiver austral, même s’il n’est pas rare de voir des individus voler à toute heure de la journée. Ils finissent par rentrer dans la nuit.
Cette espèce passe beaucoup de temps à se toiletter avant de s’envoler afin d’enlever les restes de fruits sur leur corps. De plus, il n’est pas rare de voir des individus raser la surface de l’eau afin d’y plonger le ventre. Ce comportement n’a pas encore été tout à fait expliqué même si deux théories ont été supposées. Il s’agirait soit d’une technique de thermorégulation soit d’un moyen pour avoir un apport de sels minéraux puisque les roussettes se lèchent la partie mouillée une fois posée.
D’autre part, cette espèce montre un degré de colonialité élevé puisque les individus se rassemblent sur des arbres gîtes pour y dormir et sur des arbres différents pour s’alimenter.
Pteropus seychellensis comorensis peut atteindre une espérance de vie de près de 30 ans en captivité.

### Reproduction
En ce qui concerne la période de reproduction, elle se situe entre le mois de mai et juin, cette période peut tout de fois varier d’une année sur l’autre en fonction du début des saisons. La période de gestation est d'environ 5 mois et la mise bas se fait entre septembre et novembre.
Les mères ne font qu'un seul petit par an.

## Menaces et conservation

### Menaces
Au niveau des menaces qui pèsent sur l’espèce P. seychellensis comorensis, on retrouve la déforestation. En effet celle-ci entraine la fragmentation de milieux ce qui déconnecte le lien entre les sites dortoirs et les sites d’alimentation. De plus, la forêt indigène est souvent remplacée par de l’agro-forêt, pourtant c’est ce milieu qui fournit l’alimentation ainsi que les arbres gîtes aux roussettes.
Les cyclones sont aussi une forte menace sur ces populations. Ces intempéries ont des effets directs sur les populations puisque de nombreux individus décèdent mais elles possèdent aussi un effet indirect sur celles-ci puisque souvent, des arbres gîtes et de nombreux aliments peuvent être détruits.
De plus, ces cyclones peuvent entrainer des changements de comportement au sein de ces espèces. Elles peuvent changer d’arbre gîte, le cycle de reproduction peut être perturbé et la consommation de feuilles et de fruits pas encore mûrs peut augmenter.
D’autre part, à la suite de ces évènements beaucoup d’individus cherchent de la nourriture à même le sol, incapables de reprendre leur envol, ils sont alors la proie de certains animaux domestiques comme les chiens ou les chats.

### Conservation
D’après les critères IUCN, l’espèce Pteropus seychellensis est classée dans la catégorie « Préoccupation mineure » (LC) depuis 2004 car elle possède une large distribution et une grande population est présumée, c’est pourquoi elle ne risque pas de décliner assez vite pour être listée dans une catégorie plus menacée. Mais il faut préciser que ce classement prend en compte les deux sous-espèces P. seychellensis seychellensis et P. seychellensis comorensis et que ces deux sous-espèces ne possèdent pas la même répartition géographique.
L’espèce est aussi listée à l’annexe II de la convention CITES ce qui implique que bien qu’elle ne soit pas menacée actuellement d’extinction, cela pourrait le devenir si le commerce de ses spécimens n’était pas étroitement contrôlé.
Ainsi, le commerce de cette espèce est autorisé seulement grâce à un permis d’exportation ou un certificat de réexportation.
À Mayotte, ces roussettes sont aussi protégées par l’arrêté préfectoral no 347/DAF/ 2000 du 7 août 2000 qui interdit en tout temps et sur tout le territoire de Mayotte, la destruction, la capture ou l'enlèvement, la naturalisation des individus de l’espèce Pteropus seychellensis comorensis ou, qu’ils soient vivants ou morts, leur transport, leur colportage, leur utilisation, leur vente ou leur achat.